# 森長隆
森 長隆（もり ながたか、永禄9年（1566年） - 天正10年6月2日（1582年6月21日））は、織田信長の小姓の一人。森可成の四男で、森長可、森成利（森乱、森蘭丸）らの弟。森長氏（力丸）らの兄に当たる。幼名・通称は坊丸（ぼうまる）。

## 略歴
信長の小姓の一人で、天正10年（1582年）の本能寺の変に際し、信長に最後まで付き従って本能寺で戦死した（『信長公記』）。享年17。
法号：祐月宗徳居士、夏山清凉信士。墓所：阿弥陀寺、可成寺（岐阜県可児市）。

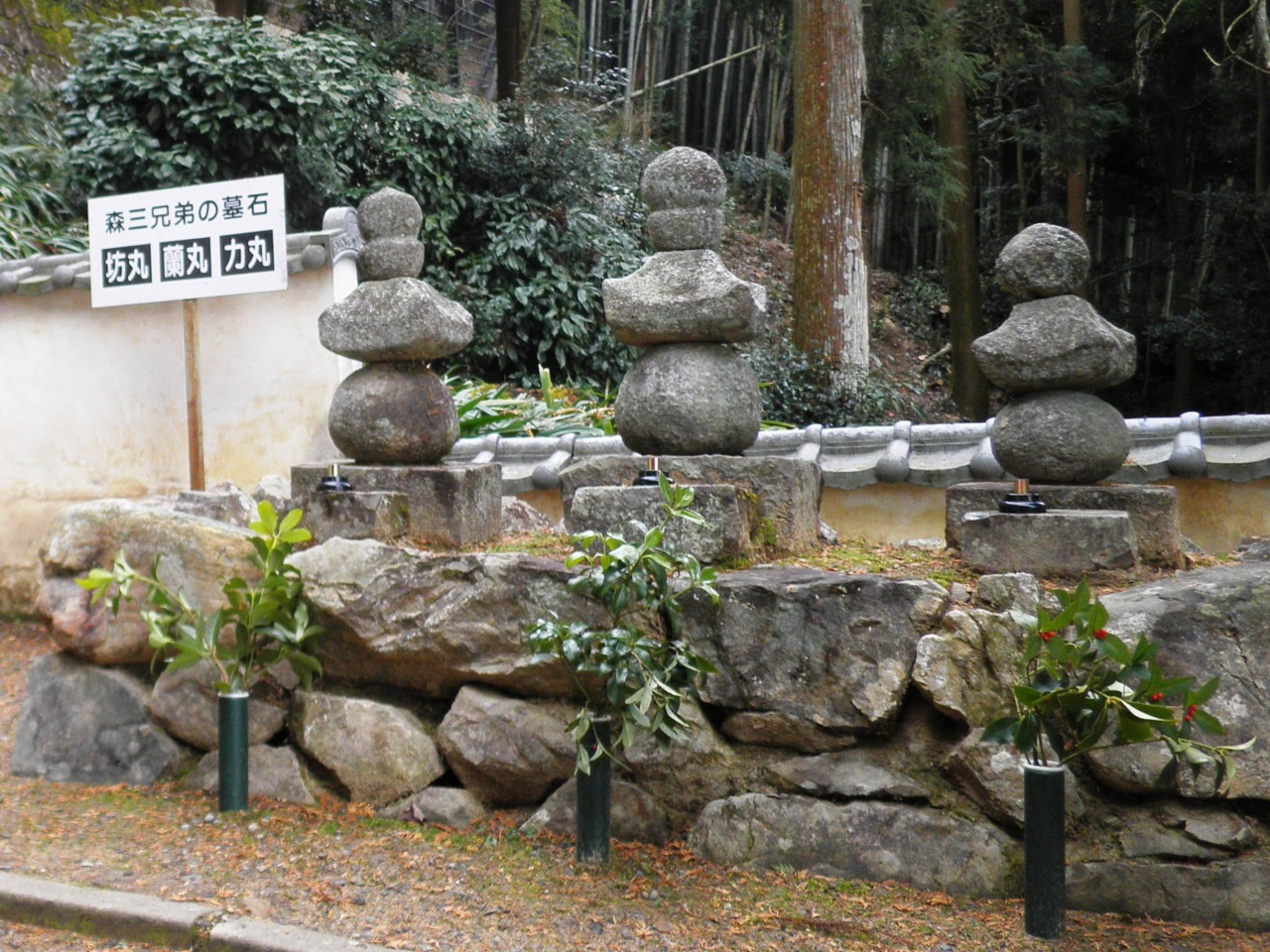
森蘭丸・坊丸・力丸の墓（可成寺）

## 登場する作品
- 『江～姫たちの戦国～』（2011年、NHK大河ドラマ　演：染谷将太）
- 『信長燃ゆ』（2016年、テレビ東京、演：神山智洋→内藤剛志）
- ねこねこ日本史